# Cursă infernală (film din 1980)
Cursă infernală (titlul original: în italiană Speed Cross) este un film polițist italian, realizat în 1980 de regizorul Stelvio Massi pe un subiect de Lucio De Caro și Steno, protagoniști fiind actorii Fabio Testi, Vittorio Mezzogiorno, Daniela Poggi și Jacques Herlin. 

## Conținut
Doi prieteni motociclisti concurează pentru dragostea aceleiași fete, care lucrează la o benzinărie din oraș. Cei doi, ajunsi în oraș pentru a participa la o serie de curse de viteză, se vor ciocni în curând cu lumea interlopă locală și cu lumea umbroasă a pariurilor și a competițiilor trucate.

## Distribuție
- Fabio Testi – Paolo
- Vittorio Mezzogiorno – Nicola
- Daniela Poggi – Inge
- Jacques Herlin – Fischer
- Lia Tanzi – Resi
- José Luis de Vilallonga – Meyer
- Romano Puppo – Kurt Schmidbauer
- Riccardo Petrazzi – scagnozzo (nemenționat)
- Massimo Ghini – jurnalistul
- Sasha D'Arc – Ramirez
- Omero Capanna – bărbatul de pe scări

## Trivia
Partea de cascadorie a filmului a fost interpretată de cunoscutul cascador francez Rémy Julienne și de echipa sa.